# Michigan Plateau
Il Michigan Plateau è un altopiano antartico, ondulato e coperto di ghiaccio, lungo 56 km, situato a circa 3.000 m di altitudine sul fianco occidentale del Ghiacciaio Reedy, nei Monti della Regina Maud, in Antartide.
I fianchi settentrionale e orientale del Michigan Plateau sono caratterizzati dalle ripide pareti rocciose del Watson Escarpment; invece i fianchi occidentale e meridionale degradano dolcemente fino all'altezza del ghiaccio dell'Altopiano Antartico. 
Il plateau è stato mappato dall'United States Geological Survey (USGS) sulla base di rilevazioni e foto aeree scattate dalla U.S. Navy nel periodo 1960-64.
La denominazione è stata assegnata dall'Advisory Committee on Antarctic Names (US-ACAN) in onore dei molti dipartimenti dell'Università del  Michigan che hanno inviato numerosi studiosi a compiere ricerche in Antartide.